# Hrabské
Hrabské – wieś (obec) na Słowacji położona w kraju preszowskim, w powiecie Bardejów. Pierwsze wzmianki o miejscowości pochodzą z roku 1353.
Według danych z dnia 31 grudnia 2010, wieś zamieszkiwało 568 osób, w tym 290 kobiet i 278 mężczyzn.
W 2001 roku rozkład populacji względem narodowości i przynależności etnicznej wyglądał następująco:
- Słowacy – 92,95%
- Czesi – 0,35%
- Romowie – 3,35%
- Rusini – 0,35%
- Ukraińcy – 0,18%

W miejscowości znajdują się dwie greckokatolickie cerkwie św. Dymitra – jedna z 1822, druga z 1928 roku.